# Religiones no teístas
Las religiones no teístas son tradiciones de pensamiento, algunas de ellas alineadas con el teísmo, otras no, en las que el no-teísmo —ausencia de alusión a deidades— toma parte de las creencias y prácticas religiosas. El no teísmo se ha aplicado a los campos de la apologética cristiana y en general a la teología liberal y juega un rol significativo en el budismo y el hinduismo.

## Budismo

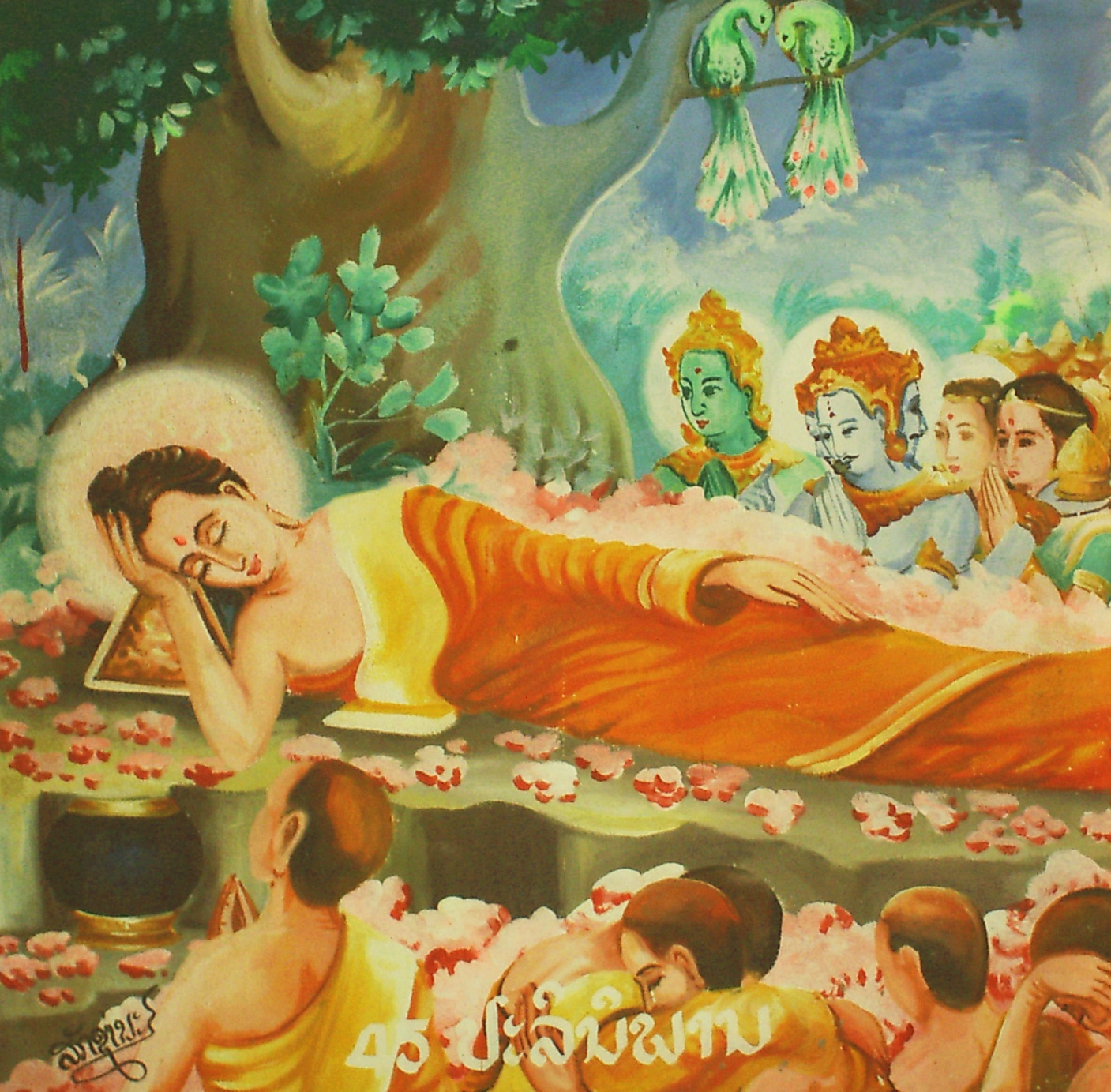
Buda entra en paranirvāṇa

Aunque el budismo tiene un vasto número de escrituras y prácticas, el núcleo fundamental: las cuatro nobles verdades y el noble camino óctuple no hacen mención a ningún dios ni noción de culto a ninguna deidad. Son puramente guías éticas y de meditación basadas en la idea del sufrimiento psicológico debido a la impermanencia de las cosas.
Desde el tiempo del primer buda, la refutación de la existencia de un creador ha sido un punto clave para distinguir al budismo de las creencias no budistas.
Buda decía que los dioses (En idioma pali: "Devas") existen, aunque son mortales. Gautama no centraba sus enseñanzas en estos dioses, sino sobre la explicación del sufrimiento o imperfección (dukkha) y la búsqueda de librarse de ella. Aunque afirmaba una creencia positiva en la existencia de dioses, promulgaba no rendirles culto al encontrarse en el ciclo del samsara.
En cuanto a referencias a un dios creador, aparecen referencias en el Brahmajala Sutra; Buda ve la idea del dios creador como una noción relacionada con la falsa idea de la eternidad, y ésta, como otras 61 nociones como el deseo causan sufrimiento y él conoce la verdad que el budista debe experimentar y comprobar por sí mismo para sobrepasarlas.
- Ver también: Parable of the Poisoned Arrow

## Amigo no teísta

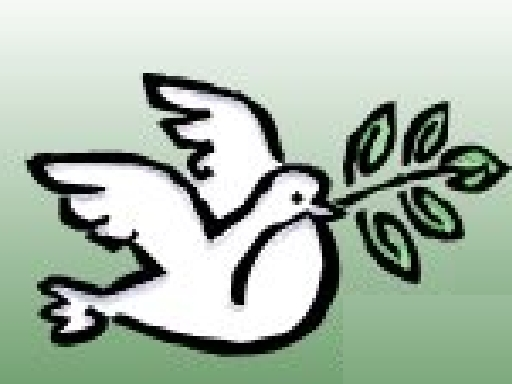
Logo de la Sociedad de Amigos No teístas

Un "cuáquero ateo" o "Amigo no teísta" es alguien afiliado o identificado con la Sociedad Religiosa de los Amigos (Cuáqueros) sin creencia teísta de dios, ser supremo, divinidad, alma o fenómeno sobrenatural. Al igual que los "amigos teístas", los "amigos no teístas" están interesados en la realización humana a través de la paz, la vida sencilla, la integridad, la comunidad, igualdad, el amor y la justicia social, tanto dentro como fuera de las "sociedades de amigos".

## Hinduismo
- Ástika: Ateísmo en el Hinduismo

## Jainismo
El Jainismo es una religión dualista que propone un universo hecho de materia y alma. El universo, la materia y las almas que hay en él son eternas, no tienen creación y no hay ningún creador omnipotente en el Jainismo. Hay dioses y otros espíritus que existen en el universo y los jainas creen que el alma puede obtener la "deificación"; en cualquier caso, ninguno de estos seres sobrenaturales tienen ninguna creatividad ni capacidad o habilidad para intervenir respondiendo a quienes creen en ellas.
Más allá de la autoridad de las escrituras, los jainas también emplean silogismos y razonamiento deductivo para refutar las teorías creacionistas. Aparecen varios puntos de vista sobre la divinidad y el universo en el Vedismo, sāmkhyas y Mimamsá y budistas y otras escuelas de pensamiento que han sido criticados por el jaina Ācāryas, como Jinasena en el Brahma-purana.

## Taoísmo
El taoísmo chino postula la impersonalidad del elemento divino, el tao, que es al mismo tiempo inmanente y trascendente, pero no antropomorfo. Durante la evolución del taoísmo surgió un panteón de dioses e inmortales, pero se les considera deidades inferiores al principio divino, a menudo representando conceptos cósmicos y celestiales. El dios Shangdi podría haber sido una representación de la Estrella Polar antes de convertirse en una deidad que sirviera de puente entre la impersonalidad del tao y el mundo físico. No hay deidad creadora en el taoísmo, y en él se cree que el universo es inextricable del tao y se encuentra en constante creación y cambio.